# SN 2005br
SN 2005br – supernowa typu Ib odkryta 28 marca 2005 roku w galaktyce IC5084. W momencie odkrycia miała maksymalną jasność 16,50m.